# Будинок родини Спаських
Будинок родини Спаських — пам'ятка архітектури та історії місцевого значення у Ніжині.

## Історія
Наказом Міністерства культури і туризму від 21.10.2011 № 912/0/16-11 надано статус «пам'ятник архітектури та історії місцевого значення» з охоронним № 5534-Чр під назвою «Будинок родини Спаських». Встановлено інформаційну дошку.

## Опис
Будинок збудований у 1880-і роки. Належав відомій Ніжинській родині священика (протоієрея) та богослова Георгія Спаського та його дружини Юлії. У 1884—1889 роках був священиком Богородичної церкви Богоугодного закладу в Ніжині, з 1889 року служив у Миколаївському соборі, викладав Закон Божий у навчальних закладах міста. Під час єврейських погромів дав притулок у своїй хаті десяткам єврейських сімей. Брали з дружиною на час навчання у місті дітей із селянських бідних сімей.
Дитячі роки життя тут провели їхні діти: Євгенія Спаська — етнографиня, Феодосій Спаський — історик та богослов, Іван Спаський (1904—1930 роки) — вчений-історик, провідний спеціаліст з російської нумізматики.
Одноповерховий, цегляний, 5-віконний, прямокутний у плані, з дерев'яними верандами по обидва боки будинку. Оздоблений орнаментальною цегляною кладкою. Вікна чотирикутні з прямими сандриками та віконницями.
На фасаді будинку встановлено меморіальні дошки родині Спаських та Івану Спаському.